# Chrioloba andrewesi
Chrioloba andrewesi là một loài bướm đêm trong họ Geometridae.